# فلورنس سوترو
كانت فلورنس سوترو (1 مايو عام 1865 - 27 أبريل عام 1906) المعروفة أحيانًا باسم السيدة تيودور سوترو، محامية ومنظمة، واشتهرت بإنشاء الاتحاد الوطني لأندية الموسيقى النسائية، وكانت أول رئيسة له.

## السيرة الشخصية
ولدت فلورنس إديث كلينتون في إنجلترا. وكان والدها يدعى هاري دبليو. كلينتون (1837-1893)، وهو سليل الكابتن هاري وماري إليزابيث (فيلييرز) كلينتون. تنحدر من طرف والدها من جورج كلينتون، وهو الابن الأصغر لإرل لينكولن السادس ضمن نسل عائلة كلينتون. وكانت والدتها تدعى فرانسيس كلينتون (المولودة غرينوود) (1839-1869). هاجر والدها مع العائلة إلى منطقة بروكلين بنيويورك بعد وفاة والدتها. أظهرت موهبة موسيقية ملحوظة في صغرها. فازت بجائزة قدرها 1000 دولار في مسابقة ضد 950 طفلًا آخرًا حين كانت في سن الثالثة عشر، وذلك لأدائها لمقطوعة الملحمة المجرية رقم 2 لفرانز ليست. حضرت الكونسرفتوار الكبير في نيويورك، وكانت أول امرأة تتخرج بدرجة دكتوراه في الموسيقى.
تزوجت تيودور سوترو (1845-1927)، وهو محامي وممول وشقيق أوتو سوترو وأدولف سوترو في يوم 1 أكتوبر عام 1884. أصبحت بذلك جزءًا من المجتمع في الأوساط الاجتماعية والفكرية، في حين كانت تكرس وقتًا للرسم والموسيقى. «كعازفة بيانو، تفوقت في التنفيذ واللمسة العاطفية، بينما كانت لوحاتها مرحب بها في العديد من معارض الأكاديمية الوطنية للتصميم». تعلمت القانون وحضرت دروسًا نسائية في كلية المدينة في نيويورك بتشجيع من زوجها. كانت أفضل خريجة في فصلها حين تخرجت في عام 1891، وألقت خطاب التخرج تحت عنوان «لماذا أدرس القانون»، الذي وصفت فيه بأنها «متحدثة ذات جاذبية مغناطيسية رائعة ووضوح». ونقلًا عن الخطاب: «القانون جميل... هذا الشعور العظيم بالاتحاد والنظام الذي يسود كل حياة» يجعل دراسة القانون «واحدًا من أوسع وسائل بلوغ الثقافة الحقيقية». وعلى الرغم من رفضها دخول الهيئة القانونية، كتبت سوترو «النساء في الموسيقى والقانون» في عام 1895، والتي تضمنت قائمة واسعة من الملحنات وتأليفاتهن.
كرست طاقاتها للمنظمات الخيرية (مثل نائبة رئيس روضة نيويورك وجمعية النباتات المنزلية). وشاركت في احتفالات المعرض العالمي الكولومبي في شيكاغو سنة 1893، وخلالها قامت إيولاليا إنفانتا لإسبانيا بزيارة الولايات المتحدة. سافرت سوترو عبر الولايات المتحدة بشكل واسع، وكانت «واحدة من بين حفنة من النساء اللاتي زرن الاخدود العظيم» (بحسب ما جاء في نص سيرتها الذاتية عام 1893).
كان تيودور وفلورنس سوترو ناشطين فاعلين في دعم حقق النساء بالتصويت. «سيدات مجتمع نيويورك يرغبن في التصويت. بعد أن وصلن إلى هذا القرار، بدأن في تحقيق رغبتهن بالطريقة الفعّالة المعتادة لديهن في جميع المناسبات. دون عرض خاص من أعلام أو الفرق الموسيقية، نظمن أنفسهن للعمل، وستواجه الجمعية التأسيسية الدستورية، عندما تجتمع في 8 مايو في ألباني، بالنتائج بطريقة واضحة».
في ربيع عام 1895، رسمتها الفنانة الأمريكية المولدة في سويسرا أدولفو مولر-يوري. وفقًا لصحيفة نيويورك تايمز، عرضت السيدة سوترو اللوحة لمجموعة من أصدقائها الذين أعجبوا بها في استقبال أقامته في منزلها في 13 أبريل 1895. وعُرضت في الأكاديمية الوطنية للتصميم في مارس/أبريل 1896، رقم 328، بعنوان «صورة السيدة تيودور سوترو» وتم تسجيلها كإعارة من الشخص نفسه. وأفاد زوار المعرض أن «هناك أيضًا عدة صور للنساء، من بين أفضلها واحدة للسيدة تيودور سوترو، من تصميم أ. مولر-يوري».
توفيت جراء إصابتها بالتهاب الجنبة و«مجموعة من المضاعفات المرضية» في منزلها الواقع في 320 ويست بالشارع رقم 102 في مدينة نيويورك، ودفنت في مقبرة وودلون.